# Fjärdskär (Lemland, Åland)
Fjärdskär är ett skär i Åland (Finland). Det ligger i Skärgårdshavet eller Ålands hav och i kommunen Lemland i landskapet Åland, i den sydvästra delen av landet. Ön ligger nära Mariehamn och omkring 280 kilometer väster om Helsingfors.
Öns area är 2 hektar och dess största längd är 170 meter i nord-sydlig riktning. Närmaste större samhälle är Mariehamn, 6,5 km norr om Fjärdskär.